# 8461 Семміпунг
8461 Семміпунг (8461 Sammiepung, 1981 EC21) — астероїд головного поясу, відкритий 2 березня 1981 року.
Тіссеранів параметр щодо Юпітера — 3.365.